# Ян Кьон-чон
Ян Кьон-чон (на корейски: 양경종) (3 март 1920 – 7 април 1992) е корейски войник, който се сражава за Японската империя, Съветския съюз и Нацистка Германия по време на Втората световна война.
През 1938 г., на 18-годишна възраст, Ян е в Манджурия, където е мобилизиран в Императорската армия на Япония, за да воюва срещу Съветския съюз. По това време Корея е под японска власт. Докато участва в битката при Халхин Гол, е заловен от Червената армия и е изпратен в трудов лагер към ГУЛАГ. Тъй като Съветският съюз се нуждае от военен персонал по време на битката си с Германия, през 1942 г. Ян е принуден да се бие на страната на Червената армия заедно с хиляди други затворници и бива изпратен на Източния фронт.
През 1943 г. е заловен от немски войски в Източна Украйна по време на Третата битка за Харков, след което е принуден да се бие за Германия. Изпратен е в окупирана Франция, за да служи в батальон от съветски пленници в Нормандия. След съюзническия десант в Нормандия Ян е пленен от американски парашутисти през юни 1944 г. Първоначално американците веднага смятат, че е японец в немска униформа, тъй като комуникацията с него е била затруднена. Изпратен е в затворнически лагер във Великобритания, а по-късно е преместен в САЩ. След края на войната е освободен и се установява в Илинойс, където живее до смъртта си през 1992 г.
През 2011 г. в Южна Корея излиза филмът „Моят път“, вдъхновен от историята на Ян.